# GrandSoissons Agglomération
GrandSoissons Agglomération  es una estructura intercomunal francesa situada en el departamento de Aisne, de la región de Alta Francia. Su sede está en Cuffies.

## Historia
Fue creada el 1 de enero de 2000 bajo la denominación de communauté d'agglomération du Soissonnais, nombre que conservó hasta el 13 de noviembre de 2018, cuando adoptó el actual de GrandSoissons Agglomération.

## Comunas
- Acy
- Bagneux
- Belleu
- Bernoy-le-Château
- Billy-sur-Aisne
- Chavigny
- Courmelles
- Crouy
- Cuffies
- Cuisy-en-Almont
- Juvigny
- Leury
- Mercin-et-Vaux
- Missy-aux-Bois
- Osly-Courtil
- Pasly
- Ploisy
- Pommiers
- Septmonts
- Serches
- Sermoise
- Soissons
- Vauxbuin
- Vauxrezis
- Venizel
- Villeneuve-Saint-Germain
- Vregny